# 브루나이의 경제
브루나이의 경제는 외국과 국내 기업가 정신, 정부의 규제와 복지 조치, 그리고 마을의 전통이 혼합되어 있다. 석유 부문으로부터의 수입이 국내총생산의 절반 이상을 차지하고 있는 원유와 천연가스의 수출에 의해 거의 전적으로 지지를 받고 있다. 1인당 GDP는 높고, 해외 투자로부터의 상당한 수입은 국내 생산으로부터의 수입을 보충한다. 정부는 모든 의료 서비스를 제공하고 음식과 주택에 보조금을 지급한다. 정부는 석유와 가스에서 벗어나 경제를 다각화한다는 기본 정책에 진전을 보이고 있다. 브루나이 지도자들은 2000년 아시아 태평양 경제협력체(APEC) 정상회의 의장직을 맡아 세계경제의 지속적인 통합이 국내의 사회적 결속력을 해칠 것을 우려하고 있다. 1999년의 성장은 하반기의 고유가로 인해 2.5%로 추정되었다.
브루나이는 동남아시아에서 세 번째로 큰 산유국으로 하루 평균 약 18만 배럴 (29,000 m3/d)을 생산한다. 또한 세계에서 9번째로 큰 액화천연가스 생산국이다.

## 석유 가스 산업
브루나이 정부와 로열 더치 셸 그룹이 지분을 동등하게 보유한 합작법인 브루나이 쉘 페트롤리엄(BSP)은 브루나이의 주요 석유 및 가스 생산기업이다. 또한 국내 유일의 정유공장도 운영하고 있다. BSP와 4개 자매회사는 정부 다음으로 브루나이에서 가장 큰 고용주이다. BSP의 소규모 정유 공장은 하루에 10,000 배럴(1,600 m3/d)의 증류 용량을 가지고 있다. 이것은 대부분의 석유제품에 대한 국내 수요를 충족시킨다.
프랑스 석유회사 엘프 아키텐은 1980년대에 브루나이에서 석유 탐사에 적극적이 되었다. 그것의 제휴사인 엘프 페트롤리엄 아시아 BV는 1990년 초에 발표된 특별히 유망한 발견을 포함하여 1987년 이후 시추된 4개의 유정 중 3개에서 상업적으로 착취 가능한 양의 석유와 가스를 발견했다. 최근, 뉴질랜드의 플레처 챌린지와 제휴한 UNOCAL은 석유 탐사를 위한 양보를 받았다. 브루나이는 심해 석유와 가스 탐사를 위해 양보할 준비를 하고 있다.
브루나이의 석유 생산량은 1979년에 하루 24만 배럴 (38,000 m3/d) 이상으로 최고조에 달했다. 그 이후로 석유 비축량의 수명을 연장하고 회복율을 개선하기 위해 의도적으로 감축되었다. 석유 생산량은 현재 하루 평균 약 20만 배럴(32,000 m3/d)이다. 일본은 전통적으로 브루나이 석유 수출의 주 고객이었지만 1982년 전체의 45%에서 1998년 19%로 점유율이 떨어졌다. 대조적으로, 한국에 대한 석유 수출은 1982년 전체의 8%에서 1998년 29%로 증가했다. 다른 주요 고객으로는 대만(6%)과 아세안 국가(27%)가 있다. 브루나이의 대미 석유 수출은 전체 수출의 17%를 차지했다.
1972년 문을 연 세계 최대 LNG 공장 중 하나인 브루나이 액화천연가스(LNG) 공장의 천연가스 대부분이 액화돼 있다. 브루나이 LNG 생산량의 82% 이상이 1993년에 갱신된 장기 협약에 따라 일본에 판매된다. 이 협정은 브루나이가 3개 일본 전력회사에 매년 5백만 톤 이상의 LNG를 제공하는 것을 요구하고 있다. 일본 기업인 미쓰비시는 셸과 브루나이 정부, 브루나이 LNG, 브루나이 콜드가스, 브루나이 셸탱커스와 합작해 LNG를 생산해 일본에 공급하고 있다. 1995년 이후 브루나이는 한국가스공사에 70만t 이상의 LNG를 공급했다. 1999년 브루나이의 천연가스 생산량은 하루에 90대에 달했다. 소량의 천연가스가 국내 발전에 사용된다. 브루나이는 아시아 태평양 지역에서 인도네시아, 말레이시아, 호주에 이어 4번째로 큰 LNG 수출국이다.
브루나이의 입증된 석유와 가스 매장량은 2015년 기준으로, 적어도 2035년까지 지속하기에 충분하다. 심해 탐사는 상당한 새로운 보호구역을 발견할 수 있지만 엄청나게 비쌀 수 있다. 정부는 지난 10년 동안 제한된 성공으로 경제를 다각화하기 위해 노력했다. 석유와 가스 그리고 정부 지출은 여전히 브루나이 경제 활동의 대부분을 차지한다. 브루나이의 비석유 산업에는 농업, 임업, 어업, 은행업이 포함된다.
2015년, 브루나이는 아세안 국가 중 유일하게 경기 침체를 겪고 있는 3년째를 맞고 있다. 주요 유정에서의 유지 보수 작업으로 인한 유가 하락과 생산 감소는 2015년~2016년 회계연도와 2016년~2017년 회계연도에 적자를 보게 될 국가의 예산을 감소시켰다.
2020년 브루나이에서 생산되는 전기의 99% 이상이 화석 연료에 기반을 둔 반면, 재생 에너지로 생산된 전기는 1% 미만이었다. 브루나이는 화석 연료의 사용에서 벗어나 경제를 다각화하고 기후 변화 완화 조치의 일환으로 재생 에너지에 더 집중해야 한다.

## 석유화학공업
서부지방에서, 리앙은 현재 세계적인 석유화학 허브로 개발된 271헥타르의 부지인 SPARK의 설립과 함께 큰 발전을 경험하고 있다. SPARK의 첫 번째 주요 투자는 석유 브루나이와 일본의 두 주요 기업인 미쓰비시 케미컬 홀딩스와 이토추 상사 사이의 합작회사인 브루나이 메탄올 회사가 개발한 미화 4억 5천만 달러 규모의 메탄올 공장이다. 이 공장 설계는 하루에 2,500톤의 메탄올을 생산하게 될 것이다 (연간 85만톤). 이 공장은 2010년 5월 25일 브루나이의 술탄 하사날 볼키아에 의해 공식적으로 가동되었다.

## 할랄 브랜드
브루나이는 2009년 7월 브루나이와 다른 나라의 제조업체들이 상당한 수의 이슬람교 소비자를 보유한 국가에서 수익성이 높은 시장에 진출할 수 있도록 돕기 위해 프리미엄 브루나이 할랄 상표를 사용할 수 있는 국가 할랄 브랜드 제도를 시작했다. 브루나이 할랄 브랜드는 전세계 이슬람교도들의 소비 욕구에 부응하는 잠재적인 상업적 수익을 거둘 수 있는 세계적인 할랄 브랜드를 결합하기 위한 첫 번째 적절한 시도라고 한다.
술탄국이 구상한 대로, 브루나이 할랄 브랜드의 사용은 이슬람 소비자들에게 제조사들이 이슬람의 가르침과 관련된 법을 엄격하게 준수한다는 것을 의미할 것이다. 브루나이는 또한 제품의 할랄 무결성을 보장하고 원자재, 제조 공정, 물류 및 유통을 지배하는 정해진 규정을 변함없이 준수할 전략을 통해 브랜드에 대한 신뢰를 쌓는 것을 목표로 하고 있다.

## 거시경제 동향
국제 통화 기금(IMF)이 추산한 브루나이의 국내총생산(GDP) 추이를 수백만 달러의 브루나이 달러로 나타낸 것이다.
1970년대에, 브루나이는 석유 수출로부터 수입을 급격히 증가시키고 정부 지출을 낮고 일정한 비율로 유지했다. 결과적으로, 정부는 외환 보유고를 쌓을 수 있었고 미래 세대를 위한 준비를 돕기 위해 그것들을 전세계에 투자할 수 있었다. 보도에 따르면 예비 수입의 일부는 정부의 연간 재정적자 재원을 마련하는데 사용되었다고 한다. 그러나 1986년 이래로 석유 수입은 감소했고 정부 지출은 증가했다. 정부는 1988년부터 재정적자를 내고 있다. 수입 흑자의 소멸은 브루나이 경제를 석유 가격 변동에 더 취약하게 만들었다.
브루나이의 국내총생산(GDP)은 1970년대의 석유 가격 상승과 함께 1980년에 57억 달러의 최고치로 치솟았다. 이후 5년 동안 각각 소폭 감소하다가 1986년에 거의 30% 하락했다.
이러한 하락은 세계 시장의 급격한 석유 가격 하락과 브루나이에서의 자발적인 생산 감소의 조합에 의해 야기되었다. GDP는 1986년 이후 다소 회복되어 1987년 12%, 1988년 1%, 1989년 9% 증가했다. 최근 국내총생산(GDP) 성장은 1996년 3.5%, 1997년 4.0%, 1998년 1.0%, 1999년 약 2.5%였다. 그러나 1999년 GDP는 1980년 정점에 훨씬 못 미치는 45억 달러에 불과했다.
1997년과 1998년의 아시아 금융 위기와 석유 가격의 변동은 브루나이 경제에 불확실성과 불안정을 초래했다. 게다가, 1998년 브루나이에서 가장 큰 건설회사인 아메데오 개발공사의 붕괴로, 브루나이는 가벼운 불황에 빠져들었다.